# Karl Kronberger

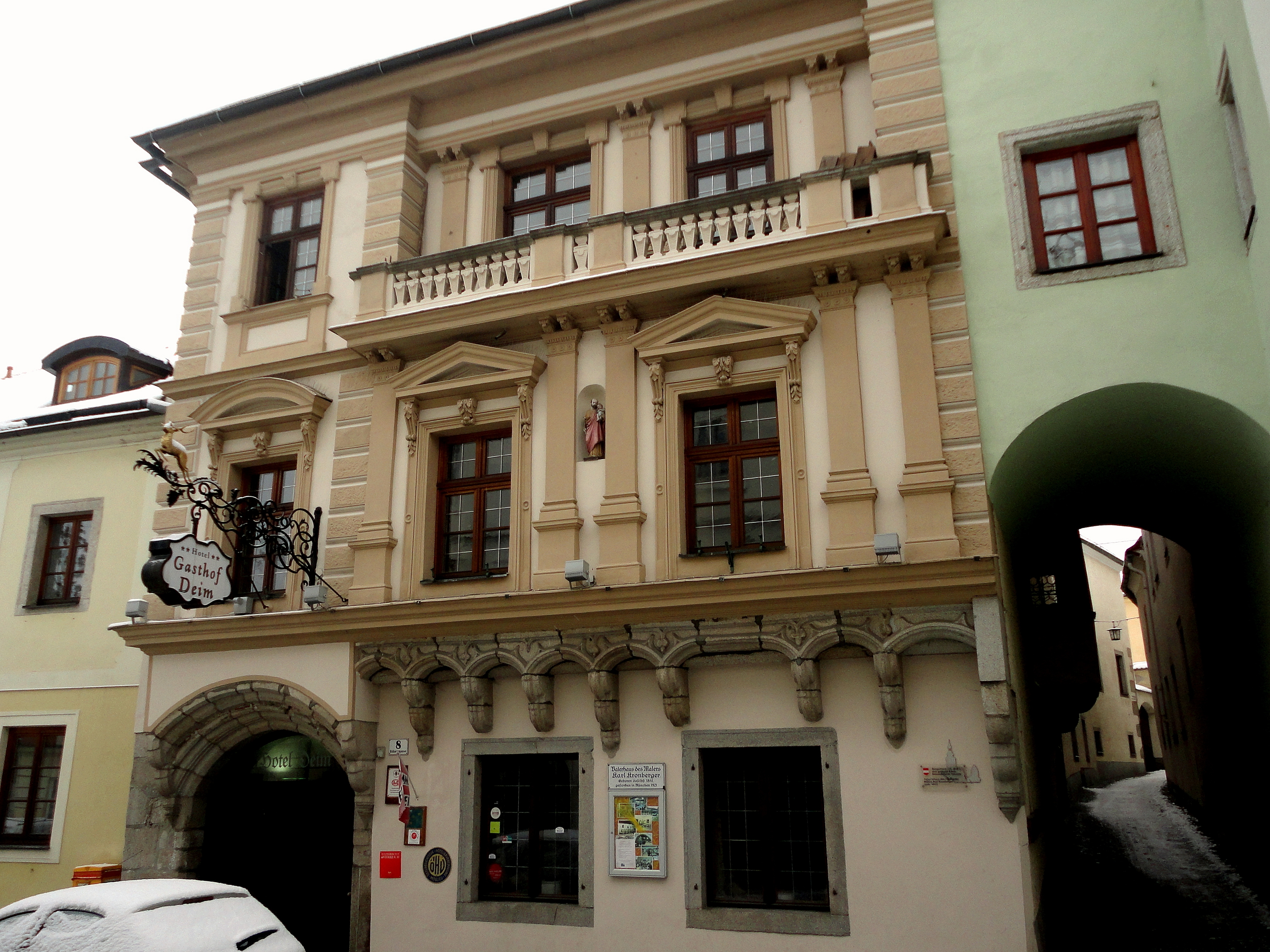
Geburtshaus von Karl Kronberger in Freistadt (mit Gedenktafel).

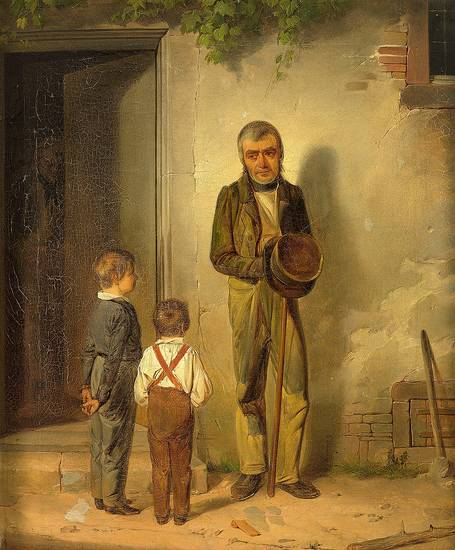
Bettler (von Carl Kronberger)

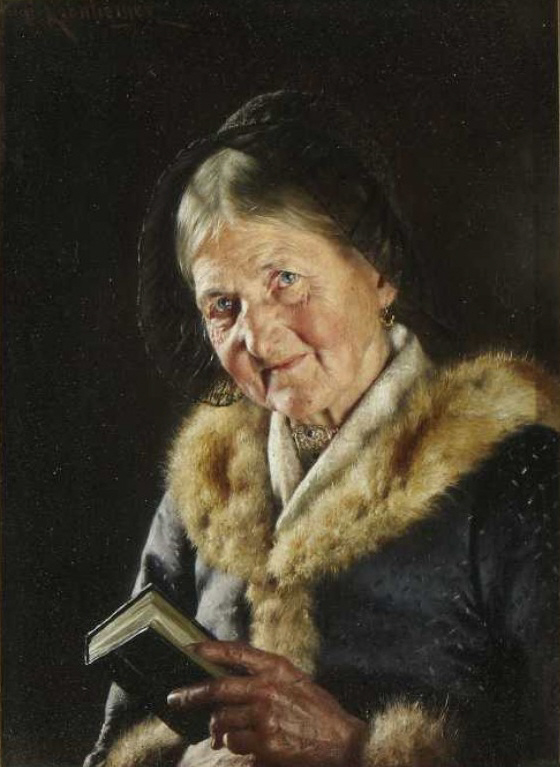
Alte Bäuerin mit Gebetbuch (von Carl Kronberger, 1907)

Karl Kronberger (auch: Carl Kronberger; * 7. März 1841 in Freistadt, Oberösterreich; † 27. Oktober 1921 in München) war ein österreichischer Genremaler.

## Leben
Karl Kronberger wurde als Sohn eines Gastwirtes in Freistadt geboren. An seinem Geburtshaus in der Böhmergasse (heute 'Gasthof Deim' mit Stechschild eines goldenen Hirsches) ist eine Gedenktafel angebracht.
Er absolvierte zuerst die Lehre bei einem Linzer Dekorationsmaler. 1869 ging er dann nach München, wo Hermann Dyck sein Lehrer war und besuchte auch kurz die dortige Akademie (H. Anschütz, G. Hiltensperger). Kronberger blieb in München und bekam wegen seiner humorvollen, warmherzigen Genreszenen bald den Beinamen eines „österreichischen Spitzweg“. Von vielfigurigen Szenen ausgehend, widmete sich Kronberger später besonders dem Leben der Vagabunden und vazierenden Handwerksburschen. Die Wiedergabe seiner Werke in viel gelesenen Zeitschriften (wie z. B. der Gartenlaube) verhalf ihm zu Lebzeiten zu großer Popularität. Kronberger ist auf dem alten Teil des Waldfriedhofes in München begraben.

## Werke
Zeit seines Lebens stellte Kronberger viele seiner Werke in ganz Europa aus und errang Medaillen bei Ausstellungen in Wien (1873) und München (1901).
Einige seiner Werke sind:
- 'Knabe mit Schlitten vor verschlossener Haustür' (Prag, Rudolfinum)
- 'Lesender Geistlicher' (Brünn, Museum)
- 'Schwäbischer Bauer' (Schleißheim, Museum)
- 'Stillvergnügt' (München, Neue Pinakothek)
- 'Einbruch bei der Modistin' (1880) (Linz, Landesmuseum)
- 'Die Paßkontrolle' (1892) (Linz, Landesmuseum)
- 'Alte Bäuerin mit Gebetbuch' (1907) (Linz, Landesmuseum)
- 'Mädchen mit rosa Kleid' (Linz, Landesmuseum)
- 'Die Äpfelfrau' (Freistadt, Mühlviertler Schlossmuseum)
- 'Michael Kronberger' (Freistadt, Mühlviertler Schlossmuseum)